# Juan Carlos Osorio
Juan Carlos Osorio Arbeláez (Santa Rosa de Cabal, 1961. június 8. –) kolumbiai labdarúgó, edző.

## Pályafutása

### Játékosként
Labdarúgóként a Deportivo Pereira, az SC Internacional, a New Haven Chargers és az Once Caldas csapataiban lépett pályára. 1990-ben a Déli Connecticut Állami Egyetemen szerzett bölcsész szakon diplomát. Ezekután a Liverpool John Moores Egyetemre járt és szerzett edzői licencet.

### Menedzserként
1998 és 1999 között az amerikai Staten Island Vipersnél dolgozott mint koordinációs edző. 2000-ben a MetroStars csapatánál folytatta munkáját, majd 2001-ben ugyanebben a pozícióban az angol Manchester City-nél is megfordult.
2006-ban hazájában kezdte meg a vezetőedzői pályáját a Millonarios csapatánál. 2007 júliusában nevezték ki a Chicago Fire élére, majd december 10-én lemondott és pár nappal később aláírt a New York Red Bullshoz. 2011 és 2015 között megfordult a Once Caldas, a Club Puebla, az Atlético Nacional és a brazil São Paulo kispadján is.
2015. október 14-én aláírt a mexikói labdarúgó-válogatott szövetségi kapitányi posztjára. Első tornája a 2016-os Copa América volt. Csoport győztesként jutottak tovább, miután legyőzték Uruguayt, Jamaicátés döntetlent játszottak Venezuela ellen. A negyeddöntőben Chile ellen 7–-ra kaptak ki.
A 2017-es konföderációs kupán a negyedik helyen végeztek, a Portugália elleni bronzmeccsen a játékvezető kiállította őt. A FIFA hat mérkőzésre tiltotta el az incidenset követően, megsértette bírót és asszisztensét, ráadásul agresszíven viselkedett, a partjelzőt testével meg is lökte. Az eltiltás mellett figyelmeztetésben is részesült, valamint ötezer svájci frankos bírságot kapott. A 2018-as labdarúgó-világbajnokságpn a nyolcaddöntőig jutott a válogatottal.
2018. szeptember 3-án Paraguay szövetségi kapitánya lett, de 2019. február 13-án lemondott. Június 10-én visszatért az Atlético Nacional kispadjára, majd 2020. november 1-jén menesztették. 2021. június 16-án az América de Cali menedzsere lett. 2022. március 31-én a rossz eredmények és a klub igazgatótanácsával való állandó nézeteltérései miatt közös megegyezéssel úgy döntöttek, hogy megszüntetik a szerződését.

## Sikerei, díjai

### Menedzserként
- New York Red Bulls
  - MLS – Keleti főcsoport: 2008

- Once Caldas
  - Kolumbiai bajnok (Finalización): 2010

- Atlético Nacional
  - Kolumbiai bajnok (Apertura): 2013, 2014
  - Kolumbiai bajnok (Finalización): 2013
  - Copa Colombia: 2012, 2013
  - Superliga Colombiana: 2012